# John Lydon
John Joseph Lydon (født 31. januar 1956), også kendt som Johnny Rotten, er en engelsk sanger og sangskriver, bedst kendt for sin fortid som forsanger i Sex Pistols og Public Image Ltd (PiL).